# ضرعاء ثنائية الألوان
ضرعاء ثنائية الألوان (الاسم العلمي:Mammillaria discolor) هو نوع من النباتات يتبع جنس الضرعاء من الفصيلة الصبارية.